# Comuna Făurești, Vâlcea
Făurești este o comună în județul Vâlcea, Oltenia, România, formată din satele Bungețani, Făurești, Găinești, Mărcușu și Milești (reședința).
Comuna Făurești este situată în partea de sud a județului Vâlcea,pe malul stâng al râului Olteț, la intersecția meridianului 24 grade si 43 minute longitudine estică cu paralela de 44 grade si 30 minute latitudine nordică
Distanțele până la principalele centre urbane - 50 km distanță de municipiul Drăgășani ,10 km distanță de orașul Bălcești,45 km distanță de municipiul Craiova,45 km distanță de orașul Balș și 100 km distanță de municipiul Rm. Vâlcea.
Componența: Făurești - centru administrativ, Milești, Găinești, Bungețani și Mărcușu;
Suprafața: 3085 ha ;
Căi de acces: DJ 643, 644A;
Comuna Făurești se află la 100 km distanță de reședința de județ Râmnicu Vâlcea. Principalele activități economice ale locuitorilor comunei se desfășoară în agricultură, cu ramurile ei de bază: cultivarea cerealelor, legumicultura, pomicultura și creșterea animalelor (ovine și bovine). Dintre cereale, cel mai des întâlnite pe raza comunei sunt grâul, porumbul, orzul, ovăzul, iar dintre legume: cartofi, tomate, varză, ceapă și fasole. Prelucrarea lemnului, serviciile și comerțul sunt alte îndeletniciri ale locuitorilor comunei.
Lăcașe de cult:
- Biserica Sf. Ioan Botezătorul;
- Biserica Sf. Mihail și Gavril;
- Biserica Sf. Ilie;
Evenimente locale:
- 15 august – Ziua eroilor;
```
Industrie
```

Pe teritoriul comunei in anii 70,80 s-au forat un numar mare de sonde pentru extracția petrolului si a gazelor naturale, in prezent pe teritoriul comunei activand doua societati in domeniul extracției produselor petroliere si anume OMV Petrom SA Romania și SC LOTUS PETROL.
Agricultura (in acest moment ,2008, este in plin regres o mare parte a terenurilor agricole fiind necultivate sau cultivate cu metode invechite)
- Din totalul suprafeței comunei 450 ha sunt cultivate cu cereale. Pentru rentabilizarea activității în cultivarea terenurilor sunt necesare investiții în dotarea cu mașini și utilaje agricole performante( se mai utilizeaza incă utilaje agricole tractate de animale);
- Suprafața cultivată cu legume este de 28 ha, fiind oportune investițiile în amenajarea unor sere și solarii;
- Salcâmii, teii, bogata și diversificata floră spontană, oferă condiții pentru dezvoltarea apiculturii. Există în comună 160 de familii de albine, numărul acestora putând crește în condițiile dotării cu un centru de colectare, prelucrare și valorificare a produselor apicole;
- Suprafața disponibilă pentru amenajarea unor liveri de pomi fructiferi este de 37 ha, alte 67 ha fiind disponibile pentru cultura viței de vie, în condițiile dotării cu tehnologii moderne de cultivare, întreținere, recoltare, prelucrare și valorificare a fructelor; Se pretează reliefului, solului și climei din comună culturile de meri, peri, pruni și caiși;
- Creșterea competitivității în sectorul zootehnic urmărește alinierea domeniului la standardele europene, ameliorarea raselor, creșterea productivității muncii și introducerea de tehnologii noi care îmbunătățesc calitatea produselor și stimularea competitivității pe piața locală și pe piețe externe. În acest sens, se va sprijini consolidarea de noi ferme, promovarea asociațiilor de producători precum și dezvoltarea nișei de piață a agriculturii ecologice;

## Demografie
Componența etnică a comunei Făurești
     Români (95,26%)
     Alte etnii (4,74%)
Componența confesională a comunei Făurești
     Ortodocși (94,69%)
     Alte religii (0,49%)
     Necunoscută (4,82%)
Conform recensământului efectuat în 2021, populația comunei Făurești se ridică la 1.224 de locuitori, în scădere față de recensământul anterior din 2011, când fuseseră înregistrați 1.559 de locuitori. Majoritatea locuitorilor sunt români (95,26%). Din punct de vedere confesional, majoritatea locuitorilor sunt ortodocși (94,69%), iar pentru 4,82% nu se cunoaște apartenența confesională.

## Politică și administrație
Comuna Făurești este administrată de un primar și un consiliu local compus din 9 consilieri. Primarul, Marian Irimia[*], de la Partidul Național Liberal, este în funcție din 2016. Începând cu alegerile locale din 2024, consiliul local are următoarea componență pe partide politice:
|  | Partid                    | Consilieri | Componența Consiliului | Componența Consiliului | Componența Consiliului | Componența Consiliului | Componența Consiliului | Componența Consiliului | Componența Consiliului |
|  | ------------------------- | ---------- | ---------------------- | ---------------------- | ---------------------- | ---------------------- | ---------------------- | ---------------------- | ---------------------- |
|  | Partidul Național Liberal | 7          |                        |                        |                        |                        |                        |                        |                        |
|  | Partidul Social Democrat  | 2          |                        |                        |                        |                        |                        |                        |                        |

## Personalități născute aici
- Nicolae Predescu (n. 1938), pictor.